# Юн Хьон Сок
Юн Хьон Сок (кор. 윤현석, 尹賢碩, Yun Hyeon-seok, нар. 7 серпня 1984, Інчхон, Південна Корея — пом. 26 квітня 2003, Сеул, Південна Корея) — південнокорейський поет, правозахисник і активіст ЛГБТ-руху. Протягом усього життя він боровся проти соціальної дискримінації, расизму та гомофобії.
Народився в 1984 році в Бупен, Інчхон, в католицькій родині. У студентські роки він піддавався переслідуванням з боку своїх однокласників, що змусило його покинути Вищу школу Інчхон в 2002 році. У 2002 році він вступив в Асоціацію солідарності з правами ЛГБТ в Південній Кореї. З юності захоплювався поезією, але його вірші не публікувалися через негативне ставлення суспільства до гомосексуалів. Наклав на себе руки на знак протесту проти дискримінації гомосексуалів в Південній Кореї. Через десять років була опублікована антологія його поезії.